# Enneapogon
Genre
Synonymes
- Calotheria Wight & Arn. ex Steud.[2]

Enneapogon est un genre de plantes monocotylédones de la famille des Poaceae, sous-famille des Chloridoideae, originaire des régions tropicales ou tempérées d'Afrique et d'Asie, qui regroupe une vingtaine d'espèces acceptées.

## Liste des espèces
Selon Catalogue of Life (3 août 2017) :
- Enneapogon asperatus C.E.Hubb.
- Enneapogon avenaceus (Lindl.) C.E.Hubb.
- Enneapogon caerulescens (Gaudich.) N.T.Burb.
- Enneapogon cenchroides (Licht.) C.E.Hubb.
- Enneapogon cylindricus N.T.Burb.
- Enneapogon decipiens Kakudidi
- Enneapogon desvauxii P.Beauv.
- Enneapogon eremophilus Kakudidi
- Enneapogon foxii (Post) Valdés & H.Scholz
- Enneapogon gracilis (R.Br.) P.Beauv.
- Enneapogon intermedius N.T.Burb.
- Enneapogon lindleyanus (Domin) C.E.Hubb.
- Enneapogon nigricans (R.Br.) P.Beauv.
- Enneapogon pallidus (R.Br.) P.Beauv.
- Enneapogon persicus Boiss.
- Enneapogon polyphyllus (Domin) N.T.Burb.
- Enneapogon pretoriensis Stent
- Enneapogon purpurascens (R.Br.) P.Beauv.
- Enneapogon robustissimus (Domin) N.T.Burb.
- Enneapogon scaber Lehm.
- Enneapogon scoparius Stapf
- Enneapogon spathaceus Gooss.
- Enneapogon truncatus Kakudidi
- Enneapogon virens (Lindl.) Kakudidi